# David Boyle, 1. hrabě z Glasgow
David Boyle, 1. hrabě z Glasgow (David Boyle, 1st Earl of Glasgow, 1st Viscount Kelburn, 1st Baron Boyle of Kelburn, Stewartown, Largs, Cumbraes, Finnick and Dalry) (1666 Kelburn Castle, Skotsko – 31. října 1733 Fairlie, Skotsko) byl britský politik ze šlechtického rodu Boylů. Vlastnil statky ve Skotsku a za svůj podíl na sjednání anglicko-skotské unie byl odměněn finančně a hraběcím titulem (1703). Jeho vzdálení příbuzní z hlavní rodové linie hrabat z Corku v té době zastávali vysoké posty v politice, armádě a u dvora (Henry Boyle, 1. baron Carleton, Richard Boyle, 2. vikomt Shannon, Charles Boyle, 4. hrabě z Orrery). Skotský titul hrabat z Glasgow existuje v jeho potomstvu dodnes, současným nositelem je Patrick Boyle, 10. hrabě z Glasgow (*1939).

## Kariéra
Pocházel z významného rodu Boylů, patřil k linii, která od středověku sídlila ve Skotsku na statcích poblíž Glasgow, byl synem Johna Boyla (†1685). Studoval v Glasgow, v letech 1689–1699 byl poslancem skotského parlamentu, v letech 1690–1691 zastával čestnou funkci lord-rektora univerzity v Glasgow. V roce 1699 získal pět baronských titulů odvozených od názvů lokalit z jeho majetku poblíž Glasgow. Za svůj podíl na sjednávání anglicko-skotské unie získal v roce 1703 titul hraběte z Glasgow (platný pouze pro Skotsko). Od roku 1703 zastával ve Skotsku funkci zástupce lorda pokladu (1703–1707). V roce 1705 obdržel Řád bodláku, v letech 1707–1710 byl reprezentantem skotských peerů ve Sněmovně lordů, v letech 1706–1710 komisařem církevního shromáždění ve Skotsku. Na přelomu 17. a 18. století nechal přestavět rodové sídlo Kelburn Castle poblíž Glasgow.
Byl dvakrát ženatý, jeho první ženou byla od roku 1687 Margaret Lindsay-Crawford ze starobylého skotského rodu hrabat z Crawfordu. Měl celkem osm dětí, dědicem titulů byl nejstarší syn z prvního manželství John Boyle, 2. hrabě z Glasgow (1688–1710).